# Michael Tegtmeier
Michael Tegtmeier (* 12. Januar 1961 in Homberg/Efze) ist ein Brigadegeneral des Heeres der Bundeswehr und seit April 2020 Abteilungsleiter Infrastruktur im Bundesamt für Infrastruktur, Umweltschutz und Dienstleistungen der Bundeswehr in Bonn.

## Militärische Laufbahn
Tegtmeier trat 1980 in die Bundeswehr ein und wurde zum Offizier der Panzergrenadiertruppe unter anderem in Fritzlar ausgebildet. Von 1982 bis 1986 absolvierte er ein Studium der Pädagogik an der Universität der Bundeswehr Hamburg. Anschließend wurde er als Zugführer und Kompaniechef im Panzergrenadierbataillon 53 in Fritzlar und ab 1991 als S 3-Offizier in der Panzergrenadierbrigade 5 in Homberg (Efze) verwendet. 
Von 1994 bis 1996 absolvierte Tegtmeier den 37. Generalstabslehrgang Heer an der Führungsakademie der Bundeswehr in Hamburg, wo er zum Offizier im Generalstabsdienst ausgebildet wurde. Die erste Verwendung als Stabsoffizier erfolgte ab 1996 als G 3 Operationsplanung im Heeresführungskommando in Koblenz. 1998 bis 1999 nahm Tegtmeier an der belgischen Generalstabsausbildung teil; anschließend erfolgten weitere Truppenverwendungen von 1999 bis 2001 als Chef des Stabes/G 3 der Panzerbrigade 39 in Erfurt und von 2001 bis 2003 als Bataillonskommandeur des Panzergrenadierbataillons 391 in Bad Salzungen. Seine erste Verwendung im Bundesministerium der Verteidigung absolvierte Tegtmeier als Referent im Führungsstab der Streitkräfte (Fü S VI 2) in Bonn bis 2004. Im Anschluss wurde er Büroleiter des Chefs des Stabes im Führungsstab der Streitkräfte verwendet. 2008 folgte ein weiteres Truppenkommando als Chef des Stabes der 1. Panzerdivision. 2011 nahm Tegtmeier am sechsmonatigen Seminar für Sicherheitspolitik an der Bundesakademie für Sicherheitspolitik teil, bevor er bis 2012 Referatsleiter im Führungsstab des Heeres (Fü H III 1) im Bundesministerium der Verteidigung wurde. Ab 2012 war Tegtmeier Referatsleiter SE III 5 im Bundesministerium der Verteidigung, bevor er 2017 Referatsleiter Strategie und Einsatz Z und Büroleiter des Abteilungsleiter Strategie und Einsatz im Bundesministerium der Verteidigung wurde. 
Im April 2020 übernahm Tegtmeier den Dienstposten des Abteilungsleiter Infrastruktur im Bundesamt für Infrastruktur, Umweltschutz und Dienstleistungen der Bundeswehr in Bonn.

### Auslandseinsätze
Tegtmeier nahm an mehreren Auslandseinsätzen teil:
- SFOR
- KFOR
- Resolute Support

### Sonstiges
2010 promovierte Tegtmeier mit dem Thema: Traumatischer Stress bei militärischen Kräften.

## Privates
Tegtmeier ist verheiratet und hat eine Tochter.